# Momiji Nishiya
Momiji Nishiya (西矢椛?, Nishiya Momiji; Osaka, 30 agosto 2007) è una skater giapponese.
È stata la prima atleta donna nella storia a vincere una medaglia d'oro nello skateboard alle Olimpiadi, trionfando nell'evento Street femminile durante Tokyo 2020, nonché all'età di 13 anni e 330 giorni, una delle più giovani medaglie d'oro olimpiche della storia.
Il primo risultato di rilievo a livello internazionale nella sua carriera l'ha ottenuto ai Summer X Games 2019 nell'evento Street femminile dove ha segnato 90,00 e ha vinto la medaglia d'argento.
Ai Campionati del mondo di Skateboarding 2021 di Roma, ha ottenuto un punteggio di 14.17 vincendo la medaglia d'argento.

## Palmarès
- Giochi olimpici

Tokyo 2020:  Oro nello Skateboard;